# Kabinet-Cleveland I
Het kabinet–Cleveland I was de uitvoerende macht van de Verenigde Staten van Amerika van 4 maart 1885 tot 4 maart 1889. Gouverneur van New York Grover Cleveland van de Democratische Partij werd gekozen als de 22e president na het winnen van de presidentsverkiezingen van 1884 van de kandidaat van de Republikeinse Partij, voormalig minister van Buitenlandse Zaken James Blaine uit Maine. Cleveland werd verslagen voor een tweede termijn in 1888 nadat hij verloor van de Republikeinse kandidaat, voormalig senator voor Ohio Benjamin Harrison, een voormalig generaal tijdens de Amerikaanse Burgeroorlog en een kleinzoon van voormalig president William Henry Harrison. Cleveland werd in 1892 alsnog gekozen voor een tweede termijn na het verslaan van zijn oude rivaal zittend president Benjamin Harrison.
| Nr. | Functie(s) | Functie(s)                            | Ambtsbekleder              | Ambtsbekleder                          | Ambtstermijn     | Ambtstermijn     | Partij(en) |
| --- | ---------- | ------------------------------------- | -------------------------- | -------------------------------------- | ---------------- | ---------------- | ---------- |
| 22  |            | President van de Verenigde Staten     | Grover Cleveland           | Grover Cleveland (1837–1908)           | 4 maart 1885     | 4 maart 1889     | D          |
| 21  |            | Vicepresident van de Verenigde Staten | Thomas Hendricks           | Thomas Hendricks (1819–1885)           | 4 maart 1885     | 25 november 1885 | D          |
|     |            | Vicepresident van de Verenigde Staten | Vacant                     |                                        |                  |                  |            |
| Nr. | Functie(s) | Functie(s)                            | Ambtsbekleder              | Ambtsbekleder                          | Ambtstermijn     | Ambtstermijn     | Partij(en) |
| 29  |            | Minister van Buitenlandse Zaken       | Frederick Frelinghuysen II | Frederick Frelinghuysen II (1817–1885) | 19 december 1881 | 8 maart 1885     | R          |
| 30  |            | Minister van Buitenlandse Zaken       | Thomas Bayard I            | Thomas Bayard I (1828–1898)            | 8 maart 1885     | 8 maart 1889     | D          |
| 36  |            | Minister van Financiën                | Hugh McCulloch             | Hugh McCulloch (1808–1895)             | 30 oktober 1884  | 8 maart 1885     | R          |
| 37  |            | Minister van Financiën                | Daniel Manning             | Daniel Manning (1831–1887)             | 8 maart 1885     | 1 april 1887     | D          |
| 38  |            | Minister van Financiën                | Charles Fairchild          | Charles Fairchild (1842–1924)          | 1 april 1887     | 4 maart 1889     | D          |
| 36  |            | Minister van Oorlog                   | William Endicott           | William Endicott (1826–1900)           | 4 maart 1885     | 4 maart 1889     | D          |
| 31  |            | Minister van de Marine                | William Whitney            | William Whitney (1841–1904)            | 4 maart 1885     | 4 maart 1889     | D          |
| 38  |            | Minister van Justitie                 | Augustus Garland           | Augustus Garland (1832–1899)           | 4 maart 1885     | 4 maart 1889     | D          |
| 16  |            | Minister van Binnenlandse Zaken       | Lucius Lamar               | Lucius Lamar (1825–1893)               | 4 maart 1885     | 16 januari 1888  | D          |
| 17  |            | Minister van Binnenlandse Zaken       | William Vilas              | William Vilas (1840–1908)              | 16 januari 1888  | 8 maart 1889     | D          |
| 1   |            | Minister van Landbouw                 | Norman Coleman             | Norman Coleman (1827–1911)             | 15 februari 1889 | 6 maart 1889     | D          |
| 33  |            | Minister van Posterijen               | William Vilas              | William Vilas (1840–1908)              | 4 maart 1885     | 16 januari 1888  | D          |
| 34  |            | Minister van Posterijen               | Donald Dickinson           | Donald Dickinson (1846–1917)           | 16 januari 1888  | 4 maart 1889     | D          |

Washington ·
J. Adams ·
Jefferson ·
Madison ·
Monroe ·
J.Q. Adams ·
Jackson ·
Van Buren ·
W.H. Harrison ·
Tyler ·
Polk ·
Taylor ·
Fillmore ·
Pierce ·
Buchanan ·
Lincoln ·
A. Johnson ·
Grant ·
Hayes ·
Garfield ·
Arthur ·
Cleveland I ·
B. Harrison ·
Cleveland II ·
McKinley ·
T. Roosevelt ·
Taft ·
Wilson ·
Harding ·
Coolidge ·
Hoover ·
F.D. Roosevelt ·
Truman ·
Eisenhower ·
Kennedy ·
L.B. Johnson ·
Nixon ·
Ford ·
Carter ·
Reagan ·
G.H.W. Bush ·
Clinton ·
G.W. Bush ·
Obama ·
Trump I ·
Biden ·
Trump II